# Joseph Gage
Joseph Edward Gage (1687 – 1766) foi um empreendedor e especulador. Ele era filho de Joseph Gage, do Castelo de Sherborne, e Elizabeth Penruddock e o irmão de Thomas Gage, 1º Visconde de Gage
Quando era um jovem em Paris, pegou dinheiro emprestado de Richard Cantillon para especular com ações da Companhia do Mississippi e da Companhia dos Mares do Sul. Ele acumulou uma grande fortuna, ao ponto de ele oferecer a Augusto II da Polônia 3 milhões de libras por sua coroa. Quando esta oferta foi rejeitada, ele fez uma oferta semelhante pela coroa da Sardenha. Mais tarde, foi-lhe concedida uma mina de prata e ele entrou para o serviço do Rei da Espanha, recebendo o comando de seus exércitos na Sicília e Lombardia, criando uma grandeza (março de 1743) da primeira classe do reino da Espanha.  Ele também foi presenteado pelo Rei de Nápoles com a ordem de Januário de Benevento e uma pensão de 4 000 ducados por ano. Ele casou-se com Lady Mary Herbert, que também estava envolvida nas especulações financeiras de Gage. Ela foi socorrida por duas vezes pelo seu pai, William Herbert, 1º Marquês de Powis, após incorrer em grandes perdas.